# Steven Dean Moore
Steven Dean Moore (* 31. Dezember 1965) ist ein amerikanischer Filmregisseur für Zeichentrickfilme. Er ist für seine Arbeit an 65 Episoden der Serie Die Simpsons bekannt, sowie für seine Mitarbeit an Die Simpsons – Der Film als Sequence Director unter David Silverman. Er wurde 2002 für seine Arbeit bei Die Simpsons für einen Emmy Award nominiert, 2004 wurde er für Die Simpsons mit dem Annie Award ausgezeichnet.

## Karriere
Moore begann 1987 seine Karriere als Zeichner für die Serie Bravestarr. Es folgten Pound Puppies and the Legend of Big Paw, BraveStarr: The Legend, Denver, the Last Dinosaur. Dann wechselte er ins Art Department für The Real Ghostbusters (1990), Captain N: The Game Master und Rugrats (1991–1993), The Critic (1995). Daneben begann er bereits 1991 bei den Simpsons. Weitere Projekte, an welchen er mitarbeitete waren The Rescue (1988), A Goofy Movie (1995), Looney Tunes: Back in Action (2003), Open Season (2006), sowie The Haunted World of El Superbeasto (2009). 2014 war er wieder bei The Simpsons Take the Bowl. Er ist in dem Dokumentarfilm ’The Simpsons’: America's First Family (2000) zu sehen und hat als Drehbuchschreiber für Sue Thomas: F.B.Eye gearbeitet.

## Simpsons-Episoden
(Quelle:)
| Season 6 - Zu Ehren von Murphy ('Round Springfield) Season 7 - Das schwarze Schaf (Marge Be Not Proud) - Butler bei Burns (Homer the Smithers) Season 8 - Scheide sich, wer kann (A Milhouse Divided) - Die Akte Springfield (The Springfield Files) - Homer ist „Poochie, der Wunderhund“ (The Itchy & Scratchy & Poochie Show) - Marge als Seelsorgerin (In Marge We Trust) Season 9 - Alles Schwindel (The Principal and the Pauper) - Hochzeit auf Indisch (The Two Mrs. Nahasapeemapetilons) - In den Fängen einer Sekte (The Joy of Sect) - König der Berge (King of the Hill) Season 10 - Bart brütet etwas aus (Bart the Mother) - Das unheimliche Mord-Transplantat (Treehouse of Horror 9) - Nur für Spieler und Prominente (Sunday, Cruddy Sunday) - Überraschung für Springfield (Mom and Pop Art) Season 11 - Mit Mel Gibson in Hollywood (Beyond Blunderdome) - Schon mal an Kinder gedacht? (Eight Misbehavin') - Der beste Missionar aller Zeiten (Missionary: Impossible) - Wird Marge verrückt gemacht? (It's A Mad, Mad, Mad, Mad Marge) Season 12 - Lisa als Baumliebhaberin (Lisa the Tree Hugger) - Die sensationelle Pop-Gruppe (New Kids on the Blecch) Season 13 - Aus dunklen Zeiten (The Blunder Years) - Allein ihr fehlt der Glaube (She of Little Faith) - Das ist alles nur Lisas Schuld (Blame It on Lisa) Season 14 - Klassenkampf (Bart vs. Lisa vs. the Third Grade) - Und der Mörder ist… (The Great Louse Detective) - Nacht über Springfield ('Scuse Me While I Miss the Sky) Season 15 - Todesgrüße aus Springfield (Treehouse of Horror 14) - Eine Simpsons-Weihnachtsgeschichte ('Tis The Fifteenth Season) - Klug & Klüger (Smart and Smarter) - Geächtet (Bart-Mangled Banner) Season 16 - Homer und die Halbzeit-Show (Homer and Ned's Hail Mary Pass) - Das große Fressen (The Heartbroke Kid) Season 17 - Milhouse aus Sand und Nebel (Milhouse of Sand and Fog) - Simpsons Weihnachtsgeschichten (Simpsons Christmas Stories) - Corrida de Toro (Million Dollar Abie) Season 18 - Jazzy and the Pussycats Season 19 - Alles über Lisa (All About Lisa) | Season 20 - Bin runterladen (Mypods and Boomsticks) - Quatsch mit Soße (Take My Life, Please) - Es war einmal in Homerika (Coming to Homerica) Season 21 - Lebe lieber unbebrudert (O Brother, Where Bart Thou?) - Der gestohlene Kuss (Stealing First Base) - Richte deinen Nächsten (Judge Me Tender) Season 22 - Das Wunder von Burns (The Fool Monty) - Ein Sommernachtstrip (A Midsummer's Nice Dream) Season 23 - Teddy-Power (Bart Stops to Smell the Roosevelts) - Der Mann im blauen Flanell (The Man in the Blue Flannel Pants) - El Barto (Exit Through the Kwik-E-Mart) Season 24 - Die unheimlich verteufelte Zeitreise durch das schwarze Loch (Treehouse of Horror 23) - Wem der Bongo schlägt (To Cur with Love) - Was animierte Frauen wollen (What Animated Women Want) - Glück auf Schienen (Dangers on a Train) Season 25 - White Christmas Blues - Malen nach Bezahlen (The War of Art) Season 26 - Der traurige Clown (Clown in the Dumps) - Covercraft - Warten auf Duffman (Waiting for Duffman) Season 27 - Killer und Zilla (Treehouse of Horror XXVI) - Wege zum Ruhm (Paths of Glory) - Lisa und das liebe Vieh (Lisa the Veterinarian) Season 28 - Trocken, tot und tödlich (Treehouse of Horror XXVII) - Affenhilfe (Dad Behavior) - Homersche Eröffnung (The Cad and the Hat) - Dogtown Season 29 - Lisa legt los (Mr. Lisa's Opus) - Krusty macht ernst (Fears of a Clown) Season 30 - Heartbreak Hotel - Daddicus Finch - I Want You (She's So Heavy) - Woo-Hoo Dunnit? |